# Windenergie in Irland

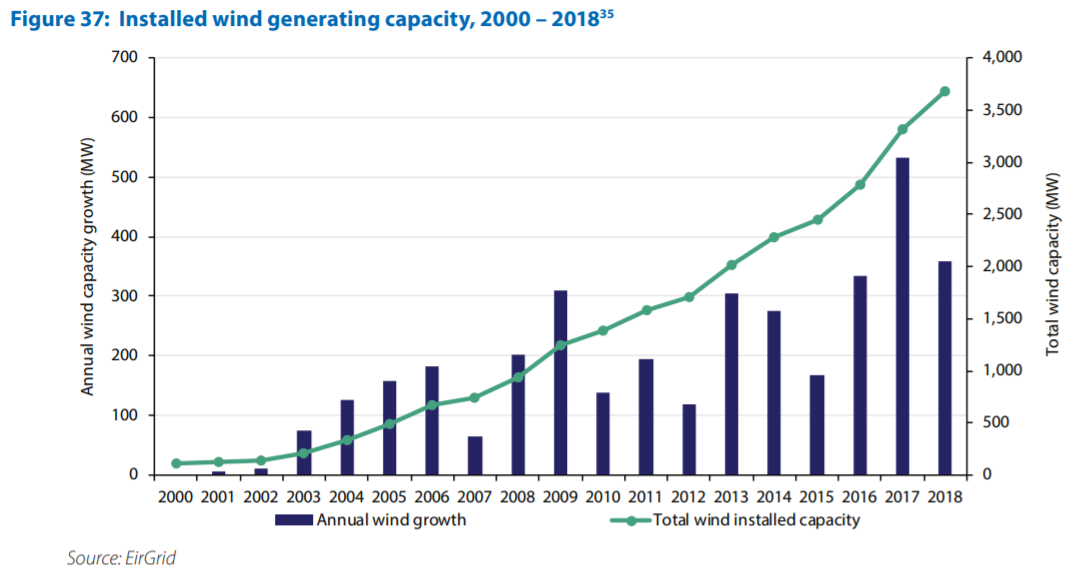
Der Anstieg der installierten Leistung von 2000 bis 2018

Windenergie in Irland 2005 bis 2023

Die Windenergie in Irland spielt eine bedeutende Rolle bei der Stromerzeugung des Landes: 2024 wurden etwa 33 % des Strombedarfs durch Windenergie gedeckt. Windenergie konnte im Jahr 2023 in 31 % der Zeit mehr als 50 % des Strombedarfs liefern. Die meisten Windkraftanlagen (WKA) befinden sich an Land; im Jahr 2024 waren von insgesamt 4861 MW nur 25 MW (0,51 %) offshore. Die Zahl der Windparks liegt bei über 300.

## Installierte Leistung und Jahreserzeugung
Laut CIA verfügte Irland im Jahr 2020 über eine (geschätzte) installierte Leistung von insgesamt 11,43 GW (alle Kraftwerkstypen); der Stromverbrauch lag bei 30,627 Mrd. kWh. Die installierte Leistung der WKA stieg von 100 MW im Jahr 2001 auf 4351 MW im Jahr 2021; die Jahreserzeugung stieg von 0,3 TWh im Jahr 2001 auf 9,7 TWh im Jahr 2021. Der Anteil des durch WKA erzeugten Stroms am gesamten Stromverbrauch stieg von 4 % im Jahr 2005 auf 34 % im Jahr 2022. 2023 war der Bedarf an elektrischer Energie 32,50 TWh.
| Jahr | Inst. Leist- ung (MW) | Erzeugung (TWh) | Anteil (%) |
| ---- | --------------------- | --------------- | ---------- |
| 2001 | 100                   | 0,3             |            |
| 2002 | 100                   | 0,4             |            |
| 2003 | 200                   | 0,5             |            |
| 2004 | 300                   | 0,7             |            |
| 2005 | 500                   | 1,1             | 4          |

| Jahr | Inst. Leist- ung (MW) | Erzeugung (TWh) | Anteil (%) |
| ---- | --------------------- | --------------- | ---------- |
| 2006 | 700                   | 1,6             | 5,4        |
| 2007 | 1000                  | 2               | 6,4        |
| 2008 | 1000                  | 2,4             | 7,6        |
| 2009 | 1300                  | 3               | 10,5       |
| 2010 | 1428                  | 2,8             | 11,9       |

| Jahr | Inst. Leist- ung (MW) | Erzeugung (TWh) | Anteil (%) |
| ---- | --------------------- | --------------- | ---------- |
| 2011 | 1614                  | 4,4             | 14,3       |
| 2012 | 1738                  | 4               | 15,5       |
| 2013 | 2037                  | 4,5             | 16,9       |
| 2014 | 2272                  | 5,06            | 19,0       |
| 2015 | 2486                  | 6,54            | 21,3       |

| Jahr | Inst. Leist- ung (MW) | Erzeugung (TWh) | Anteil (%) |
| ---- | --------------------- | --------------- | ---------- |
| 2016 | 2701                  | 6,06            | 22,0       |
| 2017 | 3127                  | 7,23            | 25,2       |
| 2018 | 3277                  | 8,68            | 28         |
| 2019 | 4155                  | 9,50            | 32         |
| 2020 | 4351                  | 11,07           | 36         |

| Jahr | Inst. Leist- ung (MW) | Erzeugung (TWh) | Anteil (%) |
| ---- | --------------------- | --------------- | ---------- |
| 2021 | 4351                  | 9,51            | 29         |
| 2022 | 4637                  | 10,88           | 33         |
| 2023 | 4802                  | 11,40           | 35         |
| 2024 | 4861                  |                 | 33         |

## Historisches
Der erste irländische Windpark wurde 1992 bei Bellacorrick im County Mayo eröffnet. Er hatte 21 Windkraftanlagen und eine installierte Gesamtleistung von 6,45 MW. Bis zum April 2005 wurden 47 Windparks in Betrieb genommen, mit einer Gesamtleistung von 362 MW.